# 萨拉·托马斯
萨拉·托马斯（英語：Sarah Thomas，1981年1月12日—），英国女子曲棍球运动员。她曾代表英国参加2008年和2012年夏季奥林匹克运动会曲棍球比赛，其中2012年奥运会获得一枚铜牌。